# Charonia tritonis
Charonia tritonis (Linnaeus, 1758), conhecido pelos nomes comuns de búzio ou búzio-trombeta, é uma espécie de gastrópode marinho (búzio) de grandes dimensões pertencente à família Ranellidae. A distribuição natural da espécie está restrita às regiões tropicais e subtropicais do Indo-Pacífico.